# Novara
Novara – miasto i gmina we Włoszech, w regionie Piemontu, w prowincji Novara, położone w północno-zachodniej części kraju, na zachód od Mediolanu. Według danych na rok 2004 gminę zamieszkiwało 101 921 osób, a gęstość zaludnienia wynosiła 989,5 os./km².
Miasto istnieje od starożytności, a od IV wieku jest siedzibą biskupstwa.
W Novarze urodził się Giovanni Lajolo, włoski kardynał, dyplomata.

## Historia
Podczas II wojny światowej, we wrześniu 1943, z Włodzimierza w okupowanej Polsce do Novary przeniesiono niemiecki obóz jeniecki Stalag 365. Więziono tu włoskich jeńców, w marcu 1944 obóz rozwiązano.

## Miasta partnerskie
- Francja: Chalon-sur-Saône
- Niemcy: Koblencja
- Bułgaria: Chaskowo

## Galeria

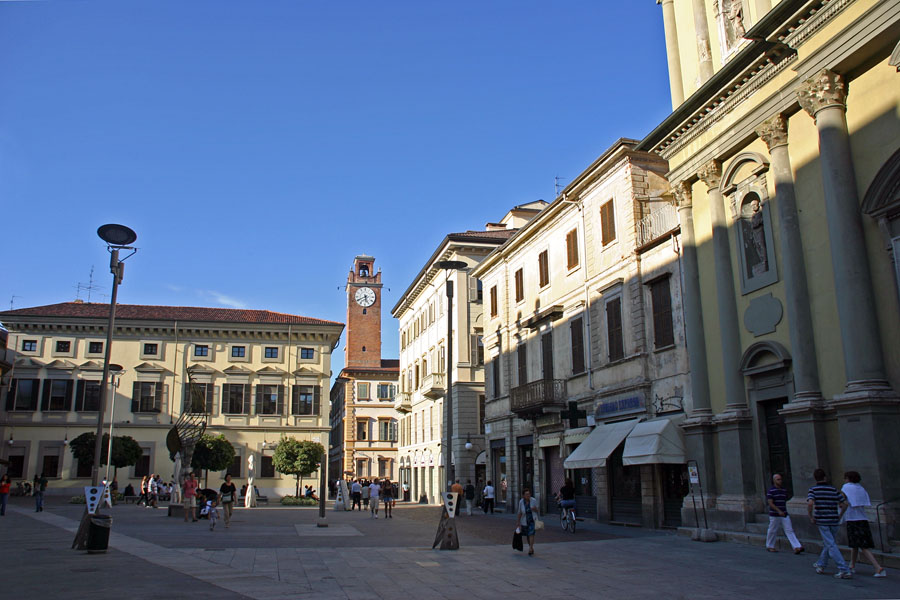
Piazza Gramsci
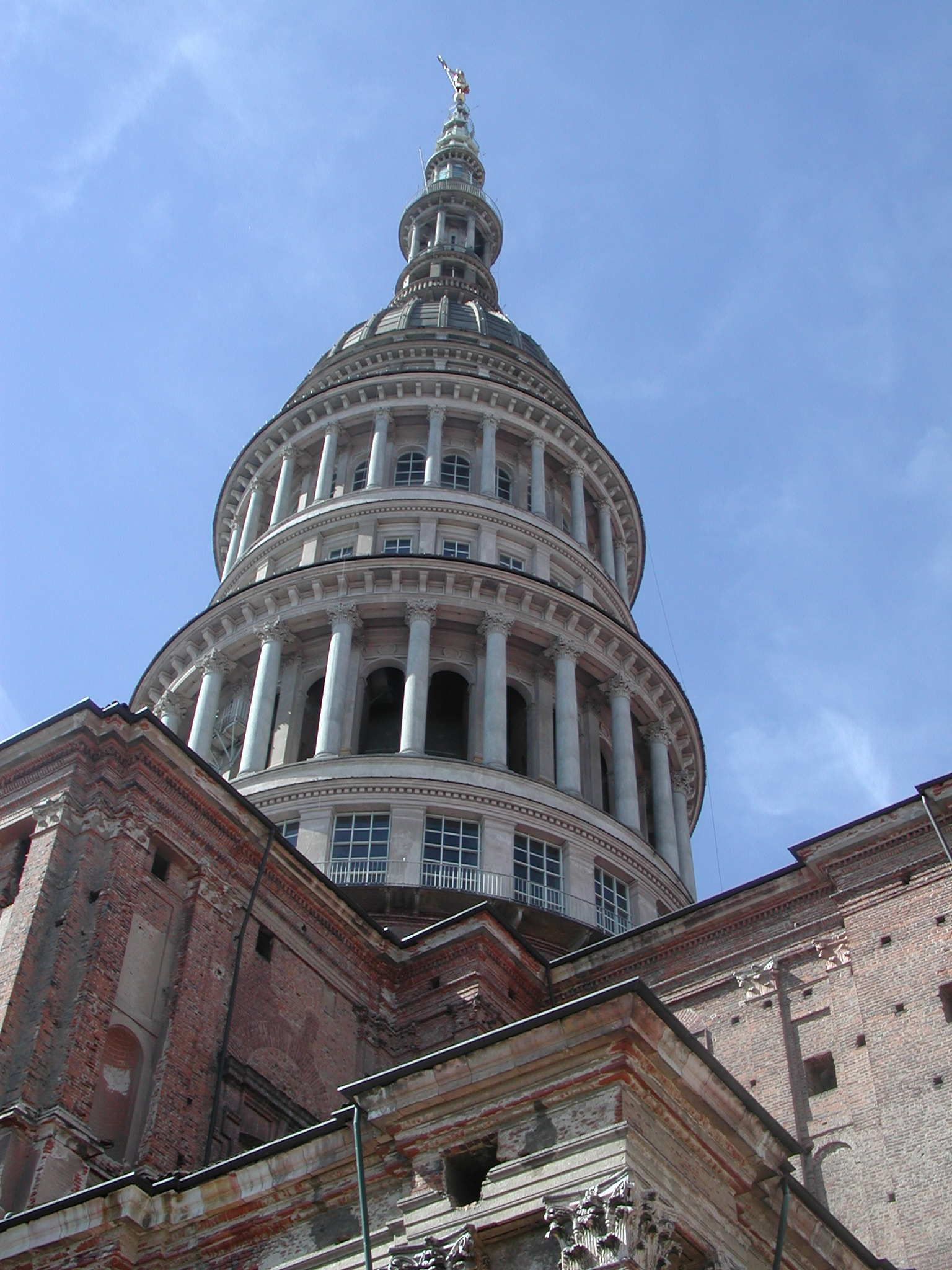
Bazylika
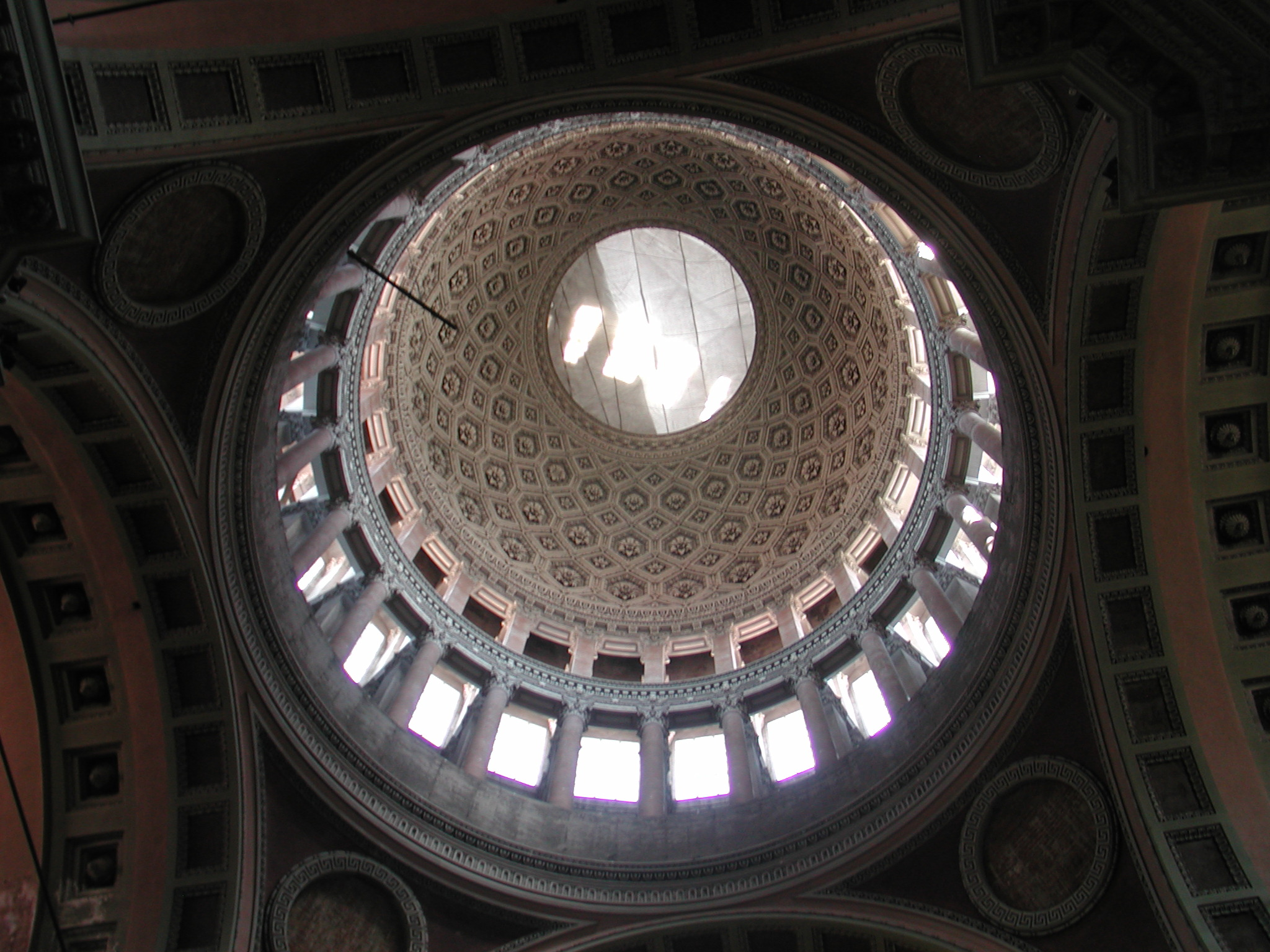
Kopuła Bazyliki w Novara
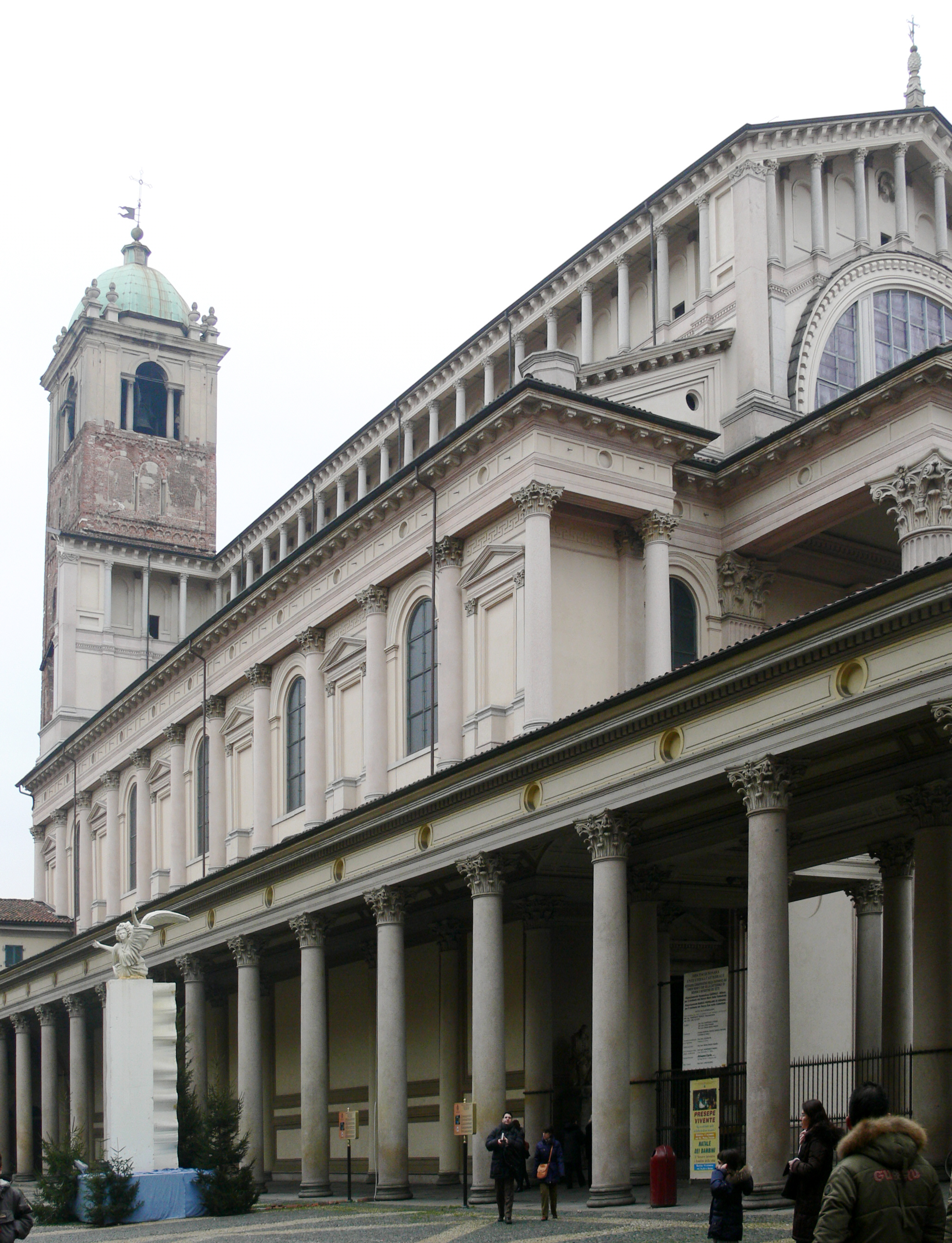
Duomo
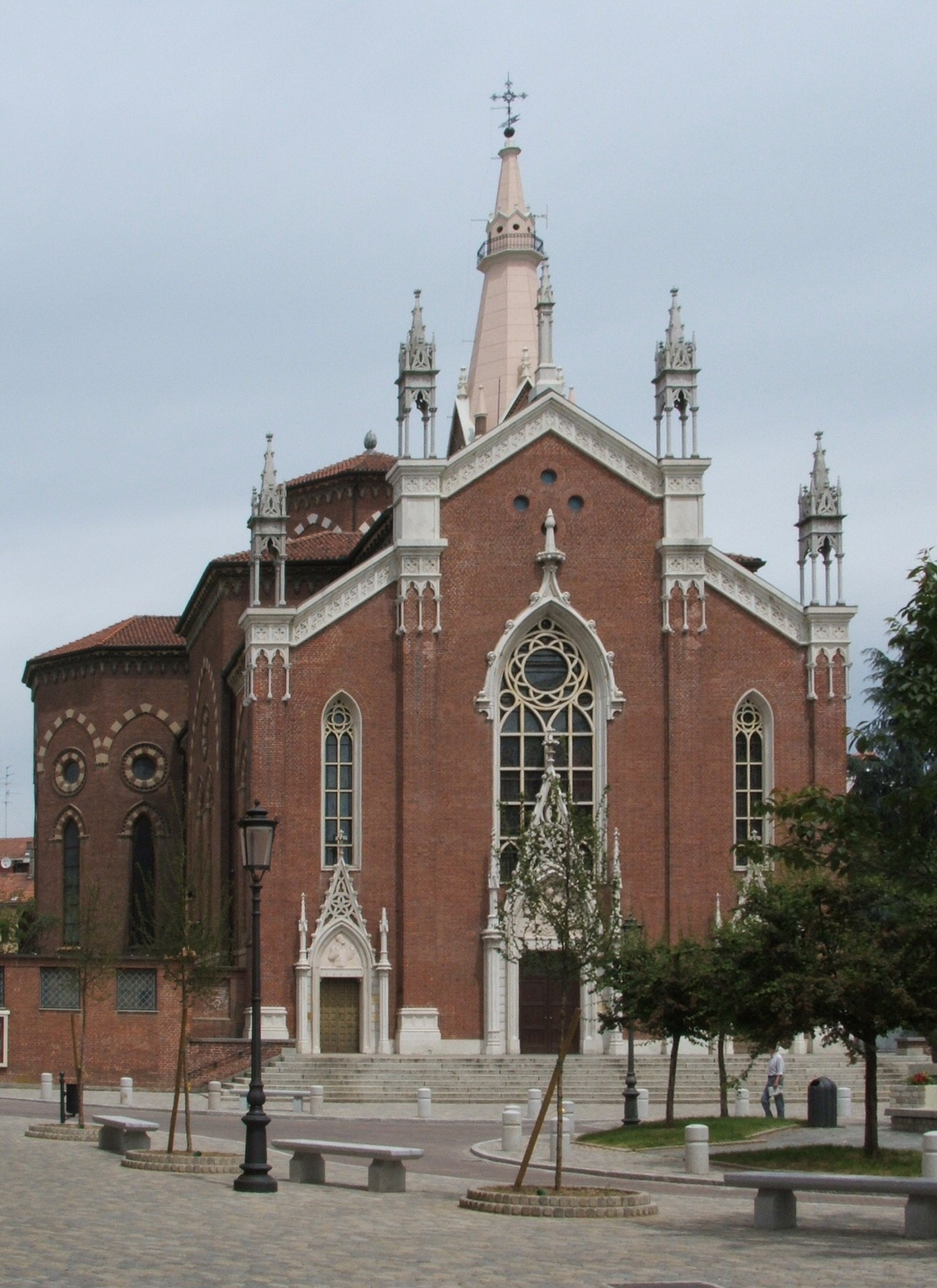
Kościół Sacro Cuore di Gesù
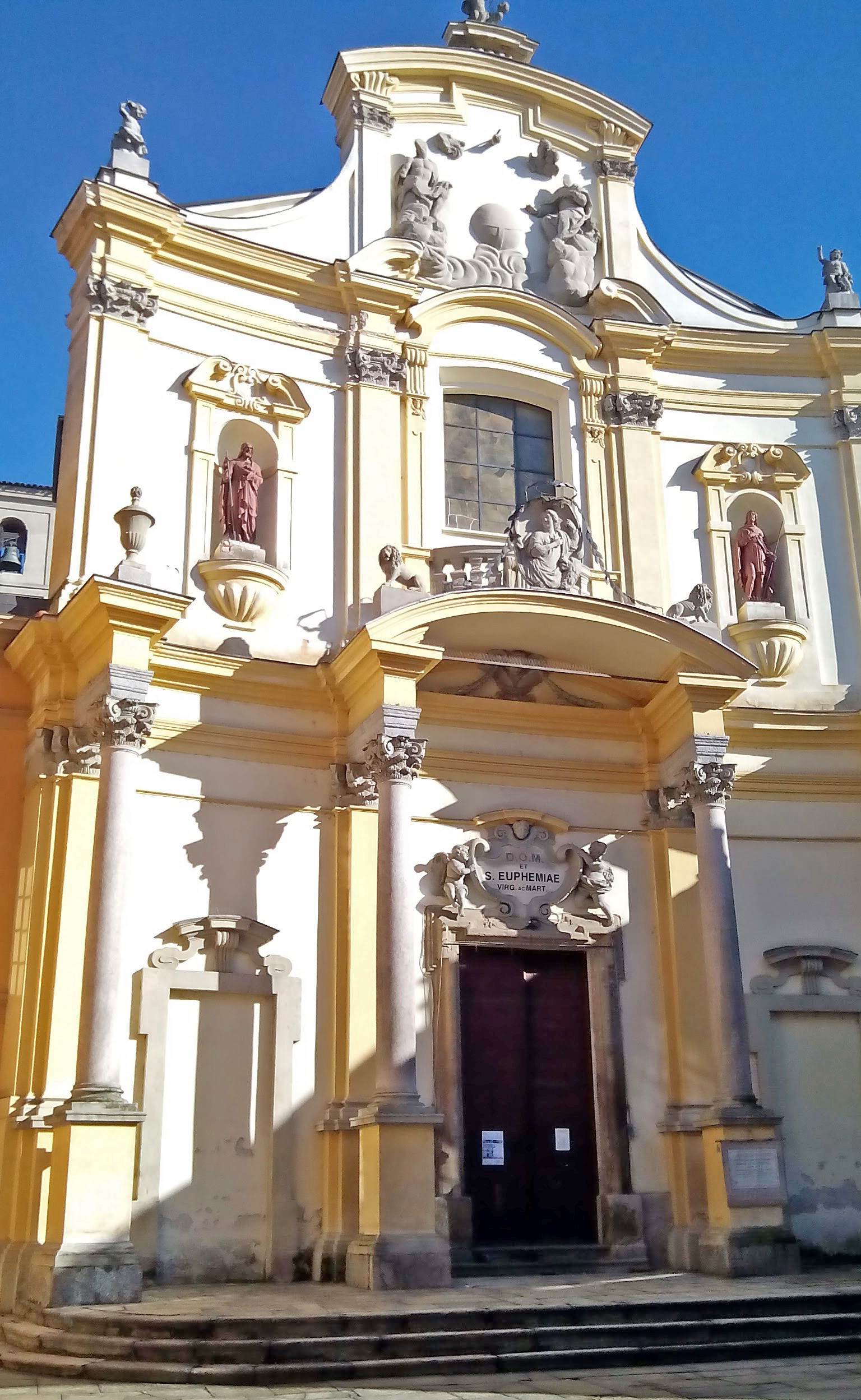
Kościół Sant’Eufemia w Novarze